# Oxyrrhynchium hians
Oxyrrhynchium hians là một loài Rêu trong họ Brachytheciaceae. Loài này được (Hedw.) Loeske mô tả khoa học đầu tiên năm 1907.